# گلیان (بیرجند)
گلیان یک روستا در ایران است که در دهستان باقران شهرستان بیرجند واقع شده‌است. گلیان ۱۴۳ نفر جمعیت دارد.